# Alan Cervantes
Alan Cervantes, né le 17 janvier 1998 à Guadalajara au Mexique, est un footballeur international mexicain qui évolue au poste de milieu défensif au Club América.

## Biographie

### Carrière en club
Formé au CD Guadalajara, Alan Cervantes fait ses débuts en professionnel avec le Club León, club où il est prêté en 2017. Il joue son premier match en pro contre le CF Atlas le 23 juillet 2017, où son équipe s'incline (0-3) . Il est ensuite de retour dans son club formateur. Le 16 septembre 2018, Cervantes inscrit son premier but en pro, lors d'une victoire du CD Guadalajara par quatre buts à deux face au CF Monterrey.
En janvier 2020 il s'engage en faveur du Santos Laguna pour un contrat courant jusqu'en décembre 2022. Il joue son premier match le 23 janvier 2020, à l'occasion d'une rencontre de coupe du Mexique face au Pumas UNAM. Il est titulaire lors de cette rencontre remportée par son équipe sur le score de quatre buts à deux.
Le 27 novembre 2023, Cervantes inscrit son premier but pour le Santos Laguna, contre le Club León. Il est titularisé et son équipe est battue par trois buts à deux.
En juillet 2024, Alan Cervantes quitte le Santos Laguna pour signer en faveur du Club América. Il signe un contrat courant jusqu'en décembre 2025.

### En équipe nationale
Avec les moins de 17 ans, il participe à la Coupe du monde des moins de 17 ans en 2015. Lors de cette compétition qui se déroule au Chili, il est titulaire et joue sept matchs. Le Mexique se classe quatrième du mondial.
Avec les moins de 20 ans, il participe au championnat de la CONCACAF des moins de 20 ans en 2017. Lors de cette compétition, il joue cinq matchs, en officiant comme capitaine. Le Mexique se classe troisième du tournoi. Il participe ensuite quelques mois plus tard à la Coupe du monde des moins de 20 ans organisée en Corée du Sud. Lors de cette compétition, il est toujours titulaire, et officie à nouveau comme capitaine. Le Mexique s'incline en quart de finale face à l'Angleterre.
Alan Cervantes honore sa première sélection avec l'équipe nationale du Mexique face au Nigeria le 4 juillet 2021. Il entre en jeu ce jour-là à la place d'Érick Gutiérrez, et le Mexique s'impose par quatre buts à zéro.

## Palmarès
CD Guadalajara
- Vainqueur de la Ligue des champions de la CONCACAF en 2018